# Landtagswahlkreis Frankfurt (Oder)
Der Wahlkreis Frankfurt (Oder) (Wahlkreis 35) ist ein Landtagswahlkreis in Brandenburg. Er umfasst die kreisfreie Stadt Frankfurt (Oder). Wahlberechtigt waren bei der letzten Landtagswahl 42.942 Einwohner.

## Landtagswahl 2024
Bei der Landtagswahl 2024 wurde Wilko Möller (AfD) direkt in den brandenburgischen Landtag gewählt. 
Die weiteren Ergebnisse:
| Gegenstand der Nachweisung | Gegenstand der Nachweisung | Erst- stimmen | Erst- stimmen | Zweit- stimmen | Zweit- stimmen |
| Bewerber                   | Partei                     | Anzahl        | %             | Anzahl         | %              |
| -------------------------- | -------------------------- | ------------- | ------------- | -------------- | -------------- |
| Wahlberechtigte            | Wahlberechtigte            | 42.942        | 42.942        | 42.942         | 42.942         |
| Wählende                   | Wählende                   | 29.356        | 68,4 %        | 29.356         | 68,4 %         |
| Ungültige Stimmen          | Ungültige Stimmen          | 465           | 1,6 %         | 277            | 0,9 %          |
| Gültige Stimmen            | Gültige Stimmen            | 28.891        | 98,4 %        | 29.079         | 99,1 %         |
| davor                      |                            |               |               |                |                |
| Matthias Steinfurth        | SPD                        | 9.398         | 32,5 %        | 8.861          | 30,5 %         |
| Wilko Möller               | AfD                        | 9.721         | 33,6 %        | 8.498          | 29,2 %         |
| Michael Möckel             | CDU                        | 4.894         | 16,9 %        | 3.169          | 10,9 %         |
| Moana Engelke              | GRÜNE                      | 610           | 2,1 %         | 893            | 3,1 %          |
| Anja Kreisel               | Die Linke                  | 2.155         | 7,5 %         | 1.107          | 3,8 %          |
| Christopher Fröhlich       | BVB/FW                     | 1.764         | 6,1 %         | 603            | 2,1 %          |
| –                          | FDP                        | 349           | 1,2 %         | 191            | 0,7 %          |
| –                          | Tierschutzpartei           | -             | -             | 568            | 2,0 %          |
| –                          | Plus (Piraten, ÖDP, Volt)  | -             | -             | 216            | 0,7 %          |
| –                          | BSW                        | -             | -             | 4.726          | 16,3 %         |
| –                          | III. Weg                   | -             | -             | 25             | 0,1 %          |
| –                          | DKP                        | -             | -             | 38             | 0,1 %          |
| –                          | DLW                        | -             | -             | 95             | 0,3 %          |
| –                          | WU                         | -             | -             | 89             | 0,3 %          |

## Landtagswahl 2019
Bei der Landtagswahl 2019 wurde Wilko Möller (AfD) direkt in den brandenburgischen Landtag gewählt. Die weiteren Ergebnisse:
| Direktkandidat              | Partei           | Erststimmen in % | Zweitstimmen in % |
| --------------------------- | ---------------- | ---------------- | ----------------- |
| Dietrich Hanschel           | SPD              | 19,2             | 23,3              |
| Michael Möckel              | CDU              | 16,2             | 14,9              |
| Wolfgang Neumann            | Die Linke        | 22,1             | 17,5              |
| Wilko Möller                | AfD              | 24,8             | 24,5              |
| Sahra Damus                 | GRÜNE            | 7,7              | 9,1               |
| Rudolf Haas                 | BVB/FW           | 4,2              | 3,3               |
| –                           | PIRATEN          | –                | 0,7               |
| Jens Dörschmann             | FDP              | 3,6              | 3,8               |
| –                           | ÖDP              | –                | 0,4               |
| –                           | Tierschutzpartei | –                | 2,2               |
| –                           | V-Partei³        | –                | 0,2               |
| Philipp Herbert Axel Hennig | Die PARTEI       | 2,2              | –                 |

## Landtagswahl 2014
Bei der Landtagswahl 2014 wurde René Wilke (Die Linke) direkt in den brandenburgischen Landtag gewählt. Die weiteren Wahlkreisergebnisse:
| Direktkandidat    | Partei         | Erststimmen in % | Zweitstimmen in % |
| ----------------- | -------------- | ---------------- | ----------------- |
| Wolfgang Pohl     | SPD            | 18,8             | 24,7              |
| René Wilke        | Die Linke      | 31,0             | 24,9              |
| Michael Möckel    | CDU            | 20,0             | 19,4              |
| Sahra Damus       | GRÜNE          | 4,3              | 5,3               |
| Wolfgang Mücke    | FDP            | 1,2              | 1,1               |
| Frank Maar        | NPD            | 2,0              | 2,2               |
| Jörg Pohl         | BVB/FW         | 1,0              | 1,0               |
|                   | REP            | --               | 0,2               |
|                   | DKP            | --               | 0,2               |
| Hartmut Händschke | AfD            | 19,3             | 19,7              |
| Martin Hampel     | PIRATEN        | 1,0              | 1,3               |
| Eckhard Gambke    | Einzelbewerber | 0,7              | --                |
| Sandro Jahn       | Die PARTEI     | 0,7              | --                |

## Landtagswahl 2009
Bei der Landtagswahl 2009 wurde Axel Henschke im Wahlkreis direkt gewählt.
Die weiteren Wahlkreisergebnisse:
| Direktkandidat     | Partei              | Erststimmen in % | Zweitstimmen in % |
| ------------------ | ------------------- | ---------------- | ----------------- |
| Wolfgang Pohl      | SPD                 | 23,8             | 29,5              |
| Axel Henschke      | Die Linke           | 39,0             | 34,1              |
| Bettina Albani     | CDU                 | 20,6             | 18,9              |
| -                  | DVU                 | -                | 01,2              |
| Alena Karaschinski | GRÜNE               | 05,8             | 05,4              |
| Mario Quast        | FDP                 | 05,5             | 06,2              |
| Werner Voigt       | 50 Plus             | 02,0             | 01,2              |
| -                  | DKP                 | -                | 00,2              |
| -                  | REP                 | -                | 00,2              |
| -                  | Die-Volksinitiative | -                | 00,2              |
| Lars Beyer         | NPD                 | 02,1             | 01,8              |
| -                  | RRP                 | -                | 00,4              |
| Simone Heyse       | Freie Wähler        | 01,1             | 00,9              |

## Landtagswahl 2004
Die Landtagswahl 2004 hatte folgendes Ergebnis:
| Direktkandidat    | Partei          | Erststimmen in % | Zweitstimmen in % |
| ----------------- | --------------- | ---------------- | ----------------- |
| Wolfgang Pohl     | SPD             | 21,7             | 28,6              |
| Ulrich Junghanns  | CDU             | 21,8             | 17,6              |
| Frank Hammer      | PDS             | 39,2             | 33,2              |
| –                 | DVU             | –                | 04,7              |
| Jörg Gleisenstein | GRÜNE           | 03,9             | 03,5              |
| Mario Quast       | FDP             | 03,8             | 03,1              |
| Detlef Gasche     | AfW             | 05,6             | 01,5              |
| –                 | AUB-Brandenburg | –                | 00,6              |
| –                 | DKP             | –                | 00,2              |
| –                 | GRAUE           | –                | 01,0              |
| –                 | FAMILIE         | –                | 02,6              |
| –                 | 50 Plus         | –                | 01,7              |
| –                 | JA              | –                | 00,3              |
| Rainer Mäckel     | Offensive D     | 02,4             | 00,9              |
| –                 | BRB             | –                | 00,4              |
| Eckhard Gambke    | Einzelbewerber  | 01,5             | –                 |